# Kenton (Londyn)
Kenton - obszar administracyjny Londynu, leżący w gminie London Borough of Brent. W 2011 lokalizacja liczyła 12 133 mieszkańców. W 1870-72 przysiółek liczyła 99 mieszkańców.